# Werner Grissmann
Werner Grissmann (ur. 21 stycznia 1955 w Lienzu) – austriacki narciarz alpejski, brązowy medalista mistrzostw świata.

## Kariera
W zawodach Pucharu Świata zadebiutował 16 grudnia 1972 roku w Val Gardena, zajmując 13. miejsce w zjeździe. Pierwsze punkty (do sezonu 1978/79 punktowało tylko dziesięciu najlepszych zawodników) zdobył 13 stycznia 1973 roku w Grindelwald, zajmując siódme miejsce w zjeździe. Na podium zawodów tego cyklu pierwszy raz stanął 11 lutego 1973 roku w Sankt Moritz, gdzie wygrał rywalizację w tej konkurencji. W zawodach tych wyprzedził dwóch rodaków: Josefa Walchera i Franza Klammera. Łącznie 10 razy stawał na podium zawodów pucharowych, nie odnosząc więcej żadnego zwycięstwa; czterokrotnie był drugi i pięciokrotnie trzeci w zjeździe. Najlepsze wyniki osiągnął w sezonie 1974/1975, kiedy był siódmy w klasyfikacji generalnej, a w klasyfikacji zjazdu był drugi.
Jego największym sukcesem jest brązowy medal w zjeździe wywalczony podczas mistrzostw świata w Garmisch-Partenkirchen w 1978 roku. W zawodach tych wyprzedzili go tylko kolejny Austriak, Josef Walcher oraz Michael Veith z RFN. Był to jego jedyny medal wywalczony na międzynarodowej imprezie tej rangi. Wystartował też na mistrzostwach świata w Sankt Moritz cztery lata wcześniej, jednak nie ukończył rywalizacji w zjeździe. W 1980 roku wystąpił na igrzyskach olimpijskich w Lake Placid, zajmując siódme miejsce w tej samej konkurencji. Był także mistrzem Austrii w zjeździe w 1974 roku.
W 1999 roku otrzymał także Odznakę Honorową za Zasługi dla Republiki Austrii.
W 1981 roku zakończył karierę.

## Osiągnięcia

### Igrzyska olimpijskie
| Miejsce | Dzień     | Rok  | Miejscowość | Konkurencja | Czas biegu | Strata | Zwycięzca      |
| ------- | --------- | ---- | ----------- | ----------- | ---------- | ------ | -------------- |
| 7.      | 14 lutego | 1980 | Lake Placid | Zjazd       | 1:45,50    | +1,71  | Leonhard Stock |

### Mistrzostwa świata
| Miejsce | Dzień       | Rok  | Miejscowość            | Konkurencja | Czas biegu | Strata | Zwycięzca      |
| ------- | ----------- | ---- | ---------------------- | ----------- | ---------- | ------ | -------------- |
| DNF     | 9 lutego    | 1974 | Sankt Moritz           | Zjazd       | 1:56,98    | -      | David Zwilling |
| 3.      | 29 stycznia | 1978 | Garmisch-Partenkirchen | Zjazd       | 2:04,12    | +0,34  | Josef Walcher  |
| 7.      | 14 lutego   | 1980 | Lake Placid            | Zjazd       | 1:45,50    | +1,71  | Leonhard Stock |

### Puchar Świata

#### Miejsca w klasyfikacji generalnej
- sezon 1972/1973: 25.
- sezon 1973/1974: 16.
- sezon 1974/1975: 8.
- sezon 1975/1976: 22.
- sezon 1976/1977: 20.
- sezon 1977/1978: 22.
- sezon 1978/1979: 33.
- sezon 1979/1980: 21.
- sezon 1980/1981: 46.

#### Miejsca na podium
1. Sankt Moritz – 11 lutego 1973 (zjazd) – 1. miejsce
2. Val d’Isère – 10 grudnia 1973 (zjazd) – 2. miejsce
3. Val d’Isère – 8 grudnia 1974 (zjazd) – 2. miejsce
4. Sankt Moritz – 15 grudnia 1974 (zjazd) – 3. miejsce
5. Garmisch-Partenkirchen – 5 stycznia 1975 (zjazd) – 2. miejsce
6. Kitzbühel – 8 stycznia 1975 (zjazd) – 3. miejsce
7. Heavenly Valley – 12 marca 1977 (zjazd) – 2. miejsce
8. Villars-sur-Ollon – 1 lutego 1979 (zjazd) – 3. miejsce
9. Val Gardena – 16 grudnia 1979 (zjazd) – 3. miejsce
10. Lake Louise – 4 marca 1980 (zjazd) – 3. miejsce